# TAM Mercosur
TAM Mercosur – paragwajska linia lotnicza z siedzibą w Asunción. Głównym węzłem jest port lotniczy Asunción.